# Kenneth Welsh
Kenneth Welsh, cunoscut și ca Ken Welsh, (n. 30 martie 1942, Edmonton, Alberta –  d. 5 mai 2022) a fost un actor de film canadian.

## Carieră
Welsh, este cunoscut în primul rând în Canada, a jucat roluri secundare într-o serie de filme americane cunoscute (precum Legendele toamnei, Absolute Power, The Day After Tomorrow și Aviatorul). Activitatea sa principală de actor este însă în filmele de televiziune. El a jucat în primul rând în filme de televiziune produse pentru piața americană. Rolul său cel mai cunoscut este cel al ticălosului cu mai multe fețe Windom Earle în serialul Twin Peaks regizat de David Lynch.
Datorită aspectului său grav a jucat roluri de judecători, profesori, lideri religioși și politicieni. L-a interpretat de două ori pe președintele american Harry S. Truman. În The Day After Tomorrow , el a imitat stilul ignorant în materie de ecologie al vicepreședintelui Dick Cheney. În patru filme de televiziune cu Sherlock Holmes, el a jucat rolul doctorului Watson.
În anul 2003 a primit Order of Canada, cea mai înaltă distincție civilă din țară.

## Filmografie

### Filme
| An   | Titlu                                               | Rol                                       | Note                                                       |
| ---- | --------------------------------------------------- | ----------------------------------------- | ---------------------------------------------------------- |
| 1965 | The Overfamiliar Subordinate                        |                                           | Short documentary                                          |
| 1974 | Piaf                                                |                                           |                                                            |
| 1976 | Brethren                                            | Ralph                                     |                                                            |
| 1980 | Double Negative                                     | Dr. Klifter                               |                                                            |
| 1980 | Phobia                                              | Sergeant Wheeler                          |                                                            |
| 1983 | Tell Me That You Love Me                            | David                                     |                                                            |
| 1983 | Of Unknown Origin                                   | James Hall                                |                                                            |
| 1983 | Hot Money                                           | Parker                                    |                                                            |
| 1984 | Covergirl                                           | Harrison                                  |                                                            |
| 1984 | Falling in Love                                     | Doctor                                    |                                                            |
| 1985 | Perfect                                             | Joe McKenzie                              |                                                            |
| 1985 | The War Boy                                         | Stephan Berecky                           |                                                            |
| 1986 | Lost!                                               | Jim                                       |                                                            |
| 1986 | The Climb                                           | Walter Frauenberger                       |                                                            |
| 1986 | Loyalties                                           | David Sutton                              | Genie Award nominee for Best Actor at the 8th Genie Awards |
| 1986 | Heartburn                                           | Dr. Appel                                 |                                                            |
| 1987 | Radio Days                                          | Radio Voice                               | Voice                                                      |
| 1987 | And Then You Die                                    | Eddie Griffin                             |                                                            |
| 1988 | The House on Carroll Street                         | Hackett                                   |                                                            |
| 1988 | Crocodile Dundee II                                 | Brannigan                                 |                                                            |
| 1988 | Another Woman                                       | Donald                                    |                                                            |
| 1989 | The January Man                                     | Roger Culver                              | Credited as Ken Welsh                                      |
| 1989 | Physical Evidence                                   | Harry Norton                              |                                                            |
| 1990 | Straight Line                                       | Dr. Hammel                                |                                                            |
| 1990 | The Freshman                                        | Dwight Armstrong                          |                                                            |
| 1990 | Perfectly Normal                                    | Charlie Glesby                            |                                                            |
| 1991 | The Big Slice                                       | Lieutenant Bernard                        |                                                            |
| 1992 | Eli's Lesson                                        | Uncle Yakub                               |                                                            |
| 1993 | Les amoureuses                                      | David                                     |                                                            |
| 1994 | Death Wish V: The Face of Death                     | Lieutenant Mickey King                    |                                                            |
| 1994 | Whale Music                                         | Kenneth Sexstone                          |                                                            |
| 1994 | Timecop                                             | Senator Utley                             |                                                            |
| 1994 | Legends of the Fall                                 | Sheriff Tynert                            |                                                            |
| 1994 | Boozecan                                            | Tim                                       |                                                            |
| 1995 | Hideaway                                            | Detective Breech                          |                                                            |
| 1995 | Margaret's Museum                                   | Angus MacNeil                             |                                                            |
| 1996 | Portraits of a Killer                               | Jim Miller                                |                                                            |
| 1996 | Rowing Through                                      | Harry Parker                              |                                                            |
| 1996 | Turning April                                       | Father                                    |                                                            |
| 1997 | Habitat                                             | Coach Marlowe                             |                                                            |
| 1997 | Absolute Power                                      | Sandy Lord                                |                                                            |
| 1997 | The Wrong Guy                                       | Mr. Nagel                                 |                                                            |
| 1999 | External Affairs                                    | Michael Riordan                           |                                                            |
| 2000 | Love Come Down                                      | Ira Rosen                                 |                                                            |
| 2000 | Bad Faith                                           | Chief Inspector Brodsky                   |                                                            |
| 2001 | Focus                                               | Father Crighton                           |                                                            |
| 2004 | Miracle                                             | George Nagobads                           |                                                            |
| 2004 | The Wild Guys                                       | Andy                                      |                                                            |
| 2004 | The Day After Tomorrow                              | Vice President / President Raymond Becker |                                                            |
| 2004 | The Aviator                                         | Dr. Hepburn                               | Credited as Kenneth Walsh                                  |
| 2005 | Four Brothers                                       | Robert Bradford                           |                                                            |
| 2005 | Bailey's Billion$                                   | Mouse Delaney                             |                                                            |
| 2005 | The Exorcism of Emily Rose                          | Dr. Mueller                               | (as Ken Welsh)                                             |
| 2005 | The Fog                                             | Tom Malone                                |                                                            |
| 2006 | The Covenant                                        | Provost Higgins                           |                                                            |
| 2006 | One Way                                             | William Henderson                         |                                                            |
| 2007 | Fantastic Four: Rise of the Silver Surfer           | Dr. Jeff Wagner                           |                                                            |
| 2007 | Silk                                                | Mayor Joncour                             |                                                            |
| 2008 | Adoration                                           | Morris                                    |                                                            |
| 2008 | Kit Kittredge: An American Girl                     | Uncle Hendrick                            |                                                            |
| 2008 | Nothing Really Matters                              | Joe                                       |                                                            |
| 2009 | Survival of the Dead                                | Patrick O'Flynn                           |                                                            |
| 2012 | The Riverbank                                       | Joe Mason                                 |                                                            |
| 2012 | The Story of Luke                                   | Grandpa Jonas                             |                                                            |
| 2013 | Cottage Country                                     | Earl                                      |                                                            |
| 2013 | The Art of the Steal                                | Paddy "Uncle Paddy" McCarthy              |                                                            |
| 2014 | Wet Bum                                             | Ed                                        |                                                            |
| 2015 | The Ballad of Immortal Joe                          | The Narrator                              | Short                                                      |
| 2016 | The Void                                            | Dr. Richard Powell                        |                                                            |
| 2017 | Chicanery                                           | Pringle Hewitt                            |                                                            |
| 2017 | Awakening the Zodiac                                | Ben                                       |                                                            |
| 2017 | Undercover Grandpa                                  | Harry                                     |                                                            |
| 2019 | And the Birds Rained Down (Il pleuvait des oiseaux) | Boychuck                                  |                                                            |
| 2020 | PG: Psycho Goreman                                  | Narrator / Judicator                      |                                                            |
| 2021 | The Middle Man                                      | Mr. Miller                                |                                                            |

### Filme de televiziune
| Year      | Title                                                | Role                                     | Notes                                        |
| --------- | ---------------------------------------------------- | ---------------------------------------- | -------------------------------------------- |
| 1969      | The Three Musketeers                                 | D'Artagnan                               | Film TV                                      |
| 1975      | Great Performances                                   | Oliver Surface                           | Episodul: "The School for Scandal"           |
| 1977–1984 | For the Record                                       | Various                                  | 3 episoade                                   |
| 1979      | The Great Detective                                  | Henry Lyall                              | Episodul: "Murder at Blenheim Swamp"         |
| 1979      | Riel                                                 | McWilliams                               | Film TV                                      |
| 1980      | F.D.R.: The Last Year                                | Thomas E. Dewey                          | Film TV                                      |
| 1981      | CBS Children's Mystery Theatre                       | sergent Hawkins                          | Episode: "Mystery at Fire Island"            |
| 1983      | Empire, Inc.                                         | Sir James Munroe                         | Miniserial                                   |
| 1984      | Reno and the Doc                                     | Reno                                     | Film TV                                      |
| 1985      | Love and Larceny                                     | Ira Reynolds                             | Film TV                                      |
| 1985      | The Cuckoo Bird                                      | Harry                                    | Film TV                                      |
| 1985      | The Ray Bradbury Theater                             | Crane                                    | Episodul: "Marionettes, Inc."                |
| 1986      | Seeing Things                                        | Sutherland                               | Episodul: "The Walls Have Eyes"              |
| 1986      | Murder Sees the Light                                | The Evangelist                           | Film TV                                      |
| 1987      | Spenser: For Hire                                    | Lt. Webster Bloom / Lt. Nicholas Webster | 2 episoade                                   |
| 1988      | The Murder of Mary Phagan                            | Luther Rosser                            | Miniserial, 2 episoade                       |
| 1988      | Liberace: Behind the Music                           |                                          | Film TV                                      |
| 1988      | T. and T.                                            | dr. Hammel                               | 3 episoade                                   |
| 1988      | The Twilight Zone                                    | Jack Simonson                            | Episodul: "Acts of Terror"                   |
| 1989      | Champagne Charlie                                    | John Whistlow                            | Miniserial TV                                |
| 1989      | Gideon Oliver                                        | Father Brian Halloran                    | Episodul: "By the Waters of Babylon"         |
| 1989      | Dick Francis: Blood Sport                            | Harry Teller                             | Film TV                                      |
| 1989      | Love and Hate: The Story of Colin and JoAnn Thatcher | Colin Thatcher                           | Miniserial TV                                |
| 1990      | Murder Times Seven                                   | Nick Ruggieri                            | Film TV                                      |
| 1990      | The Ray Bradbury Theater                             | căpitan Wilder                           | Episodul: "And the Moon Be Still as Bright"  |
| 1990      | Street Legal                                         | George Wilson                            | Episodul: "Standard of Care"                 |
| 1990      | The Last Best Year                                   | Jerry                                    | Film TV                                      |
| 1990      | The Widowmaker                                       | Atkinson                                 | Film TV                                      |
| 1990–1991 | Twin Peaks                                           | Windom Earle                             | 10 episoade                                  |
| 1991      | Love, Lies and Murder                                | Stanfield                                | 2 episoade                                   |
| 1991      | Beyond Reality                                       | Joe / Revere                             | Episodul: "The Doppelgänger"                 |
| 1992      | Cruel Doubt                                          | Attorney Wade Smith                      | 2 episoade                                   |
| 1992      | A Mother's Right: The Elizabeth Morgan Story         | Paul Michel                              | Film TV                                      |
| 1992      | Dead Ahead: The Exxon Valdez Disaster                | Sam Skinner                              | Film TV                                      |
| 1992      | The Good Fight                                       | Dick Chandler                            | Film TV                                      |
| 1993      | Woman on the Run: The Lawrencia Bembenek Story       | Don Eisenberg                            | Film TV                                      |
| 1993      | Shattered Trust: The Shari Karney Story              | Judge Norton                             | Film TV                                      |
| 1993      | Dieppe                                               | gen. Harry Crerar                        | Film TV                                      |
| 1994      | Kung Fu: The Legend Continues                        | Vance Cavanaugh                          | Episodul: "Temple"                           |
| 1994      | And Then There Was One                               | David Burns                              | Film TV                                      |
| 1994      | Getting Gotti                                        | Bennett                                  | Film TV                                      |
| 1994      | The Diary of Evelyn Lau                              | Larry                                    | Film TV                                      |
| 1994      | Lonesome Dove: The Series                            | colonelul                                | Episodul: "Duty Bound"                       |
| 1995      | Choices of the Heart: The Margaret Sanger Story      | Mr. Higgins                              | Film TV                                      |
| 1995      | Vanished                                             | Bill Palmer                              | Film TV                                      |
| 1995      | Hiroshima                                            | președinte Harry S. Truman               | Film TV                                      |
| 1995      | Kissinger and Nixon                                  | James "Scotty" Reston                    | Film TV                                      |
| 1995      | The X-Files                                          | Simon Gates                              | Episodul: "Revelations"                      |
| 1996      | Escape Clause                                        | Owen Jessop                              | Film TV                                      |
| 1996–1999 | Due South                                            | Randal K. Bolt / Cyrus Bolt              | 3 episoade                                   |
| 1997      | Dead Silence                                         | șerif Lenny Budd                         | Film TV                                      |
| 1997      | The Outer Limits                                     | dr. Vasquez                              | Episodul: "Tempests"                         |
| 1997      | The Hunger                                           | Hugo Lawery                              | Episodul: "The Secret Shih Tan"              |
| 1997      | Joe Torre: Curveballs Along the Way                  | George Steinbrenner                      | Film TV                                      |
| 1997      | The Third Twin                                       | Preston Barck                            | Film TV                                      |
| 1998      | The Taking of Pelham One Two Three                   | Caz Hollowitz                            | Film TV                                      |
| 1998      | Dead Man's Gun                                       | Dean Marley                              | Episodul: "The Gambler"                      |
| 1998      | Law & Order                                          | Ben O'Dell                               | Episodul: "Disappeared"                      |
| 1998      | Thunder Point                                        | Armstrong                                | Film TV                                      |
| 1998      | Thanks of a Grateful Nation                          | sen. Shelby                              | Film TV                                      |
| 1998      | Dead Husbands                                        | Chase Woodward                           | Film TV                                      |
| 1998      | Eerie, Indiana: The Other Dimension                  | Buck Corona III                          | Episodul: "The Jackalope"                    |
| 1998      | Edison: The Wizard of Light                          | Thomas Edison                            | Film TV                                      |
| 1999      | G-Saviour                                            | General Garneaux                         | Film TV                                      |
| 1999      | Vendetta                                             | maior Joe Shakspeare                     | Film TV                                      |
| 2000      | Twitch City                                          | Mr. Surdjic                              | 2 episoade                                   |
| 2000      | Falcone                                              |                                          | Episodul: "Paying the Piper"                 |
| 2000      | D.C.                                                 | Neil                                     | 3 episoade                                   |
| 2000      | Who Killed Atlanta's Children?                       | William Kunstler                         | Film TV                                      |
| 2000      | Deliberate Intent                                    | Peder Lund                               | Film TV                                      |
| 2000      | Witchblade                                           | Joe Siri                                 | Film TV                                      |
| 2000      | Murder Call                                          | James Florie                             | Episodul: "Done to Death"                    |
| 2000      | The Hound of the Baskervilles                        | dr. Watson                               | Film TV                                      |
| 2001      | Haven                                                | președinte Harry S. Truman               | Film TV                                      |
| 2001      | Sanctuary                                            | Sam Hathaway                             | Film TV                                      |
| 2001      | The Sign of Four                                     | dr. Watson                               | Film TV                                      |
| 2001      | Witchblade                                           | căp. Joe Siri                            | 2 episoade                                   |
| 2001      | The Guardian                                         |                                          | Episodul: "Reunion"; uncredited              |
| 2001      | The Royal Scandal                                    | dr. Watson                               | Film TV                                      |
| 2001      | The Day Reagan Was Shot                              | James Baker                              | Film TV                                      |
| 2002      | Soul Food                                            | dr. Jackson Pruit                        | 2 episoade                                   |
| 2002      | The Case of the Whitechapel Vampire                  | dr. Watson                               | Film TV                                      |
| 2002      | The Man Who Saved Christmas                          | Newton Baker                             | Film TV                                      |
| 2003      | The Pentagon Papers                                  | John McNaughton                          | Film TV                                      |
| 2003      | Ice Bound: A Woman's Survival at the South Pole      | dr. Ben Murdoch                          | Film TV                                      |
| 2003      | The Practice                                         | Judge M. Harrod                          | 3 episoade                                   |
| 2003      | Eloise at the Plaza                                  | Sir Wilkes                               | Film TV                                      |
| 2003      | Eloise at Christmastime                              | Sir Wilkes                               | Film TV                                      |
| 2004      | ReGenesis                                            | dr. Shelby Sloane                        | 3 episoade                                   |
| 2004      | H2O                                                  | Randall Spear                            | 2 episoade                                   |
| 2005      | This Is Wonderland                                   |                                          | Episodul #2.3                                |
| 2005      | Tilt                                                 | Seymour Annisman                         | 2 episoade                                   |
| 2005      | Karol: A Man Who Became Pope                         | profesor Wójcik                          | Film TV                                      |
| 2005      | Our Fathers                                          | episcop Murphy                           | Film TV                                      |
| 2005      | The Murdoch Mysteries                                | Inspector Ramsgate                       | Episodul: "Under the Dragon's Tail"          |
| 2005      | Category 7: The End of the World                     | Chief of Staff Alan Horst                | Miniserial, 2 episoade                       |
| 2005      | Smallville                                           | Drunk Santa                              | Episodul: "Lexmas"                           |
| 2005      | The Snow Queen                                       | King                                     | Film TV                                      |
| 2006      | Covert One: The Hades Factor                         | Chief of Staff Alan Horst                | 2 episoade                                   |
| 2006      | Above and Beyond                                     | Lord Beaverbrook                         | Miniserial TV                                |
| 2006      | Slings & Arrows                                      | Himself                                  | Episodul: "Divided Kingdom"                  |
| 2007      | Stargate Atlantis                                    | Jamus                                    | Episodul: "The Ark"                          |
| 2007      | Superstorm                                           | Richard Hughes                           | Miniserial TV                                |
| 2007      | Bionic Woman                                         | prof. Howard Samuels                     | Episodul: "The Education of Jaime Sommers"   |
| 2007      | Booky and the Secret Santa                           | Mr. Eaton                                | Film TV                                      |
| 2007      | St. Urbain's Horseman                                | Justice Beale                            | Episodul: "Part 1 & 2"                       |
| 2008      | The Trojan Horse                                     | Randall Spear                            | Episodul: "Part One"                         |
| 2008      | A Very Merry Daughter of the Bride                   | Jack                                     | Film TV                                      |
| 2009      | Grey Gardens                                         | Max Gordon                               | Film TV                                      |
| 2009      | The Last Templar                                     | Bill Vance                               | 2 episoade                                   |
| 2010      | Human Target                                         | Belvilacqua                              | Episodul: "Corner Man"                       |
| 2011      | Haven                                                | Cole Glendower                           | Episodul: "The Tides That Bind"              |
| 2011      | Being Erica                                          | Matthew Wexlar                           | Episodul: "Sins of the Father"               |
| 2012      | Less Than Kind                                       | Henley                                   | Episodul: "Coming Around"                    |
| 2012      | The Listener                                         | Albert Jacoby                            | Episodul: "Captain Nightfall"                |
| 2012      | XIII: The Series                                     | dr. Westlund                             | Episodul: "Tempest"                          |
| 2013      | Perfect Storm: Disasters That Changed The World      | Narator                                  | 6 episoade                                   |
| 2013      | Rewind                                               | președinte                               | TV movie                                     |
| 2014      | The Best Laid Plans                                  | Angus McClintock                         | 6 episoade                                   |
| 2014      | The Divide                                           | Stanley Zale                             | 5 episoade                                   |
| 2015      | Mr. D                                                | Francis Duncan                           | Episodul: "Corporal Punishment"              |
| 2015      | The Lizzie Borden Chronicles                         | Lizzie's Lawyer                          | 2 episoade                                   |
| 2015      | The Expanse                                          | Frank Degraaf                            | Episodul: "Remember the Cant"                |
| 2017      | The Blacklist                                        | Werner von Hauser                        | Episodul: "Dr. Bogdan Krilov (No. 29)"       |
| 2017      | Saving Hope                                          | Wilfred Jennings                         | Episodul: "All Our Yesterdays"               |
| 2017      | Salvation                                            | Andrew Bartok                            | Episodul: "From Russia, with Love"           |
| 2018–2019 | Lodge 49                                             | Larry Loomis                             | 8 episoade                                   |
| 2020      | Star Trek: Discovery                                 | Senna Tal                                | Episoade: "People of Earth", "Forget Me Not" |
| 2021      | Charmed                                              | Fenric the Vile                          | 2 episoade                                   |

## Premii
- 1983 Tell Me That You Love Me: Premiul Genie - nominalizare
- 1984 Reno and the Doc: Premiul Genie - nominalizare
- 1986 Loyalties: Premiul Genie - nominalizare
- 1987 And Then You Die: Premiul Gemini
- 1989 Love and Hate: The Story of Colin and Joanne Thatcher: Premiul Gemini
- 1991 Deadly Betrayal: The Bruce Curtis Story: Premiul Gemini
- 1995 Hiroshima: Premiul Gemini
- 1995 Margaret's Museum: Premiul Genie
- 1998 Edison: The Wizard of Light: Daytime Emmy - nominalizare
- 1998 Scandalous Me: The Jacqueline Susann Story: Premiul Gemini - nominalizare
- 1999 External Affairs: Premiul Gemini - nominalizare